# Multiclavula clara
Multiclavula clara är en lavart som först beskrevs av Berk. & M.A. Curtis, och fick sitt nu gällande namn av R.H. Petersen 1967. Multiclavula clara ingår i släktet Multiclavula och familjen Clavulinaceae.   Inga underarter finns listade i Catalogue of Life.